# Поморська бухта

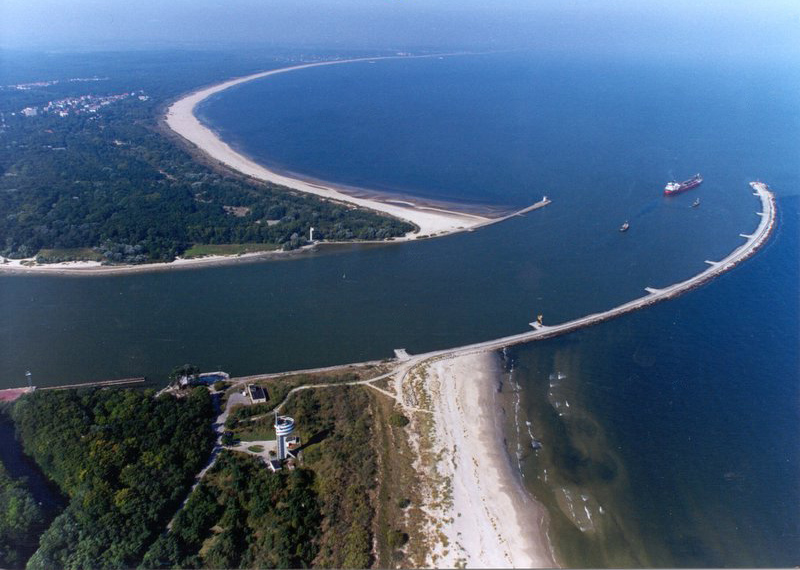
Поморська бухта в Свіноуйсьці

54°04′01″ пн. ш. 14°04′59″ сх. д. / 54.067° пн. ш. 14.083° сх. д.
Помо́рська бухта  (пол. Zatoka Pomorska [zaˈtɔ.ka pɔˈmɔr.ska]; нім. Pommersche Bucht; каш. Pòmòrskô Hôwinga) — бухта на південному заході Балтійського моря біля берегів Німеччини та Польщі.
Простягається між найпівнічнішим краєм острова Рюген на північний захід від мису Аркона на заході та селом Ярославець на сході. 
На півдні вона обмежена островами Узедом/Узнам та Волін, що відокремлює його від Щецинської затоки, через яку протікає річка Одер, і з'єднується із затокою трьома протоками : Дзівна, Свіна і Пенештром.
Грайфсвальдер-Бодден з островами Вільм та Кос — велика підзатока на південному заході Поморської затоки. 
Окрім Рюгена, Узедома та Воліна, острови Руден та Грайфсвальдер-Ойє також лежать у Померанській затоці.
Максимальна глибина становить 20 м, а солоність становить близько 8%. 
Основними портами Поморської затоки є Мукран у Засніц -Мукрані, Свіноуйсьце, Колобжег, Грайфсвальд, Дзівнув і Вольгаст.
Частина бухти площею 200938 гектарів на німецькій території з 24 вересня  2005 року є природним заповідником.